# Albertacce
Albertacce (en cors Albertacce) és un municipi sota l'estat francès, situat a Còrsega, al departament d'Alta Còrsega. L'any 1999 tenia 83 habitants.

## Demografia
| 1962 | 1968 | 1975 | 1982 | 1990 | 1999 |
| ---- | ---- | ---- | ---- | ---- | ---- |
| 317  | 373  | 357  | 323  | 200  | 200  |

## Administració
| Període   | Identitat                 | Partit | Qualitat |  |
| --------- | ------------------------- | ------ | -------- |  |
| 2001-2008 | Pierre François Albertini |        |          |  |

## Persones il·lustres
- Prosper Alfonsi.